# Battaglia di Winchelsea
La Battaglia di Winchelsea fu una battaglia navale che ebbe luogo il 29 agosto 1350, nel mare antistante capo Dungeness nel Kent, e vide la vittoria della flotta inglese, costituita da 50 navi e comandata dal re Edoardo III, sulla flotta del Regno di Castiglia, costituita da 47 grandi navi e comandata da Carlo de La Cerda. Vennero catturate tra 14 e 26 navi castigliane e molte altre furono affondate. Le perdite da parte inglese furono di sole due navi, ma vi fu una significativa perdita di vite umane. La battaglia fu parte della guerra dei cent'anni tra Inghilterra e Francia.
Il commercio inglese, la finanza bellica e la capacità di portare la forza contro la Francia erano fortemente dipendenti dai trasporti marittimi, specialmente verso il suo territorio in Guascogna. Con la sua capacità di mettere assieme e sostenere una flotta molto ridotta dalle attività inglesi, i francesi ingaggiarono navi castigliane per bloccare i porti inglesi. Frustrato dalla loro efficacia, lo stesso Edoardo III guidò la flotta che le intercettò e inflisse pesanti perdite. Nonostante questo successo, il commercio e i porti inglesi ebbero poco sollievo dall'attività navale francese o dei suoi alleati. Nella Battaglia di La Rochelle, nel 1372, i castigliani uccisero o catturarono migliaia di inglesi e distrussero quasi tutta la loro flotta subendo soltanto lievi perdite.

## Antefatto
Dalla Conquista normanna dell'Inghilterra del 1066, i monarchi inglesi avevano titoli e terre in Francia, il cui possesso li rese vassalli dei re di Francia. Nel corso dei secoli, le proprietà inglesi in Francia ebbero dimensioni variabili, ma nel 1337 rimasero solo la Guascogna nel sud-ovest e Ponthieu nel nord della Francia. A seguito di una serie di disaccordi tra Filippo VI di Francia e Edoardo III d'Inghilterra, il 24 maggio 1337 il Gran Consiglio di Filippo a Parigi concordò che il Ducato di Aquitania, effettivamente Guascogna, dovesse tornare di nuovo nelle mani di Filippo per il fatto che Edoardo aveva violato i suoi obblighi di vassallo. Questo segnò l'inizio della guerra dei cent'anni, che doveva durare centosedici anni.
Durante la prima parte della guerra le aree costiere inglesi furono vessate dai raid francesi. Le città portuali di Portsmouth, Southampton, Hastings e Plymouth furono catturate e rase al suolo, come lo furono molti altri porti più piccoli. Numerose navi mercantili inglesi e diverse navi da guerra furono catturate. Nel giugno del 1340, Edoardo III distrusse la flotta francese nella Battaglia di Sluis. Nel 1346 gli inglesi sbarcarono nel nord della Normandia e intrapresero una devastante chevauchée attraverso la Francia settentrionale. La marina inglese pareggiò la marcia dell'esercito, catturando o bruciando un gran numero di navi da guerra e navi mercantili francesi. Da allora in poi la minaccia della marina francese fu molto ridotta. Gli inglesi batterono poi con decisione i francesi nella Battaglia di Crécy e conquistarono la principale città portuale francese di Calais. La tregua di Calais fu concordata nel settembre del 1347 ma la guerra continuò attraverso una forma di guerriglia e i combattimenti in corso erano "quasi costanti".
Quando la guerra non limitava il commercio, oltre 1 000 navi all'anno lasciavano la Guascogna per l'Inghilterra. Tra i loro carichi c'erano oltre 100 000 000 di litri di vino. Il dazio riscosso dalla corona sul vino di Bordeaux era più di tutti gli altri dazi doganali combinati e di gran lunga la più grande fonte di entrate statali. Bordeaux, la capitale della Guascogna, era più grande di Londra e forse anche più ricca. Tuttavia, a quel tempo la Guascogna inglese era diventata così troncata dalle usurpazioni francesi che faceva affidamento sulle importazioni di cibo, in gran parte dall'Inghilterra. Eventuali interruzioni alle spedizioni regolari erano suscettibili di affamare la Guascogna e indebolire finanziariamente l'Inghilterra, e i francesi lo sapevano bene.

## Preludio

Inghilterra, Francia e Guascogna all'inizio della guerra dei cent'anni

Nel novembre del 1349, Carlo de La Cerda, un capitano di ventura e membro di un ramo del Regno di Castiglia, salpò dal nord della Spagna, con una lettera di corsa dei francesi, con un numero imprecisato di navi. Intercettò e catturò diverse navi inglesi cariche di vino di Bordeaux e uccise i loro equipaggi. Successivamente, nello stesso anno, condusse una flotta castigliana di 47 navi caricate con lana spagnola da La Coruña a Sluis nelle Fiandre, dove svernò. Lungo il tragitto catturò diverse navi inglesi, gettando nuovamente a mare gli equipaggi.
Agli inizi del 1350 si stavano svolgendo negoziati per rinnovare la tregua, mediati da due nunzi papali. Tuttavia, i governi di Francia e Inghilterra stavano attivamente pianificando il rinnovo delle operazioni militari su vasta scala. A febbraio, gli intermediari francesi di Bruges pagarono 20 000 fiorini per assoldare la flotta castigliana come mercenaria, che ad aprile bloccò i porti inglesi de La Manica, mentre i francesi faticavano a rafforzarla con le navi native che potevano finanziare. A metà giugno venne concordata una tregua e Filippo cessò di pagare i castigliani.
Indipendentemente da ciò, le navi castigliane continuarono ad attaccare gli inglesi, ora come veri e propri pirati. Avevano convertito i loro vascelli in navi da guerra con l'aggiunta di castelli di legno sopraelevati e piattaforme di combattimento a prua e poppa. Erano basati a Sluis e diverse centinaia di avventurieri fiamminghi si unirono ai loro ranghi, per lo più equipaggiati di arbaleste, nell'aspettativa del saccheggio. Il loro assalto alla spedizione inglese venne descritto come "feroce" e come portatore di "panico" nei porti inglesi.
Il 10 agosto, mentre il re d'Inghilterra si trovava a Rotherhithe, annunciò la sua intenzione di affrontare i castigliani. La flotta inglese doveva radunarsi a Sandwich. Edoardo aveva buone fonti di spionaggio nelle Fiandre ed era al corrente della composizione della flotta di de La Cerda e dei suoi movimenti. Decise così di intercettarlo e salpò da Sandwich il 28 agosto con 50 navi, tutte più piccole della maggior parte delle navi castigliane e alcune molto più piccole. Il re e molti dei più alti nobili d'Inghilterra, inclusi due dei figli di Edoardo, navigarono con la flotta, che era ben equipaggiata con armi e arcieri.

## Battaglia
Nel pomeriggio del 29 agosto la flotta inglese era fuori capo Dungeness nel Kent. Il re era seduto sul ponte della sua nave, con i suoi cavalieri e nobili, e ascoltava i suoi menestrelli che suonavano arie tedesche, e il canto del giovane John Chandos. Alle 16:00 avvistarono la forza del de La Cerda che si dirigeva verso di loro con un vento da est alle spalle. I Castigliani si erano dispersi e gli inglesi presero di mira il loro corpo centrale di circa ventiquattro navi. Quando la vedetta segnalò il nemico in vista, il re e la sua compagnia brindarono, vennero suonate le trombe e l'intera linea si andò formando. Non essendoci una vera artiglieria navale all'epoca, le battaglie in mare consistevano nell'andare incontro e abbordare le navi nemiche. Affinché i castigliani non passassero oltre la linea del vento, gli inglesi cercavano di avere il vento a favore, ma con vele accorciate in modo da poter essere sorpassati. Questa manovra sembra esserci stata un'ora prima che iniziassero i combattimenti.
La difficoltà della manovra è attestata dalla stessa nave del re, la Cog Thomas, colpita dalla nave castigliana che stava tentando di abbordarla. Al secondo tentativo riuscì a lottare con successo e gli arcieri dissuasero i castigliani dal tentativo di abbordaggio. Le navi inglesi sembravano minime al confronto di quelle dei castigliani "come castelli rispetto a cottage" come scrisse un contemporaneo. Usando scale di corda gli uomini spagnoli salirono a bordo e ripulirono il ponte. Edoardo fece trasferire la sua bandiera, poiché la Cog Thomas stava chiaramente affondando. Suo figlio, Edoardo il Principe Nero, ebbe un'esperienza simile, e i suoi uomini combatterono l'avversario prima che la loro nave affondasse, ma vennero aiutati da Enrico di Lancaster che attaccava dall'altra parte.
()
Gli arcieri di de La Cerda causarono molte perdite agli inglesi, scoccando le frecce dalle loro posizioni sopraelevate quando accerchiarono gli inglesi e poi tentarono l'abbordaggio. Le navi castigliane di dimensione maggiore e più pesanti erano in grado di far cadere barre di ferro o altri pesi sulle navi inglesi più leggere, causando gravi danni. Il conflitto continuò fino al tramonto. Alla fine, la nave inglese La Salle du Roi, che trasportava la casa reale, e comandata dal fiammingo, Roberto di Namur, fu abbordata da una castigliana più grande e trascinata via. Un valletto fiammingo di Roberto, chiamato Hannequin, salì a bordo della nave nemica e tagliò la vela con la sua spada, permettendo ad altre navi inglesi di catturarla.
Si dice che il re Edoardo avesse catturato tra le 14 e le 26 navi del nemico e che, probabilmente, le altre fossero state affondate. Le perdite da parte inglese non vennero dichiarate, ma poiché la nave de re e quella del Principe Nero erano state affondate, e visto il pericolo corso dalla La Salle du Roi, sembra probabile che la flotta inglese avesse sofferto pesanti perdite. Pochi furono i prigionieri, se ce ne furono, mentre i morti e i feriti castigliani e fiamminghi furono gettati fuori bordo. Gran parte di questa azione fu visibile dalla costa inglese, e le alture vicino a Winchelsea erano gremite di spettatori.

## Conseguenze

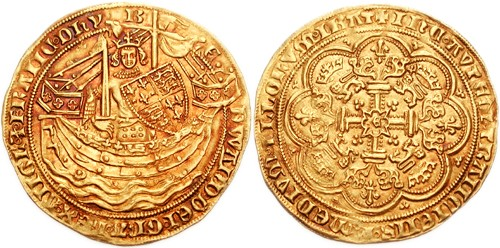
Una moneta del 1354, il cui verso mostra Edoardo III su una nave, ad indicare il suo "regno sui mari"

Non vi fu alcuna traccia delle navi castigliane sopravvissute in quanto erano fuggite per riparare nei porti francesi. Assieme alle navi francesi continuarono a molestare le navi inglesi per il resto dell'autunno prima di ritirarsi a Sluis in inverno. La primavera successiva il canale de La Manica era ancora effettivamente inibito alle navi mercantili inglesi, a meno che non fossero scortate. Il commercio con la Guascogna fu meno influenzato, ma le navi furono costrette a usare i porti nell'Inghilterra occidentale, spesso in modo impreciso, lontano dalla destinazione dei loro carichi. I cronisti scrissero molto su questa battaglia, senza dubbio a causa del coinvolgimento reale. Ma gli storici sottolineano le pesanti perdite inglesi e la probabilità che molte delle loro navi vennero perse. Altri hanno suggerito che si era trattato soltanto di una serie di scontri navali significativi e combattuti nel periodo, registrati solo a causa delle figure di rilievo coinvolte. La maggior parte sottolinea la sua mancanza di effetti sulla situazione operativa o strategica.
Carlo de La Cerda sopravvisse alla battaglia e subito dopo venne nominato Connestabile di Francia. Con i collegamenti con la Guascogna ora più sicuri, gli inglesi lanciarono una grande spedizione da lì nel 1356 al comando del Principe di Galles, al termine della quale i francesi subirono una sconfitta devastante. Edoardo III continuò la guerra, portandola al successo nel 1360, con il trattato di Brétigny.

## Fonti
Il principale cronista contemporaneo della battaglia fu Jean Froissart, che fu, in tempi diversi, al servizio di re Edoardo e di sua moglie Filippa di Hainaut, e dei conti di Namur. Ripeté ciò che gli era stato detto da uomini che erano stati presenti, e si soffermò, come al solito, sulla cavalleria dei suoi mecenati. Tuttavia, esistono anche documenti dei cronisti Thomas Walsingham, Robert di Avesbury e in seguito John Stow. Sir Nicholas Harris Nicolas fu il primo storico moderno ad affrontare questo episodio della guerra navale.